# Apfelallee 15 (München)

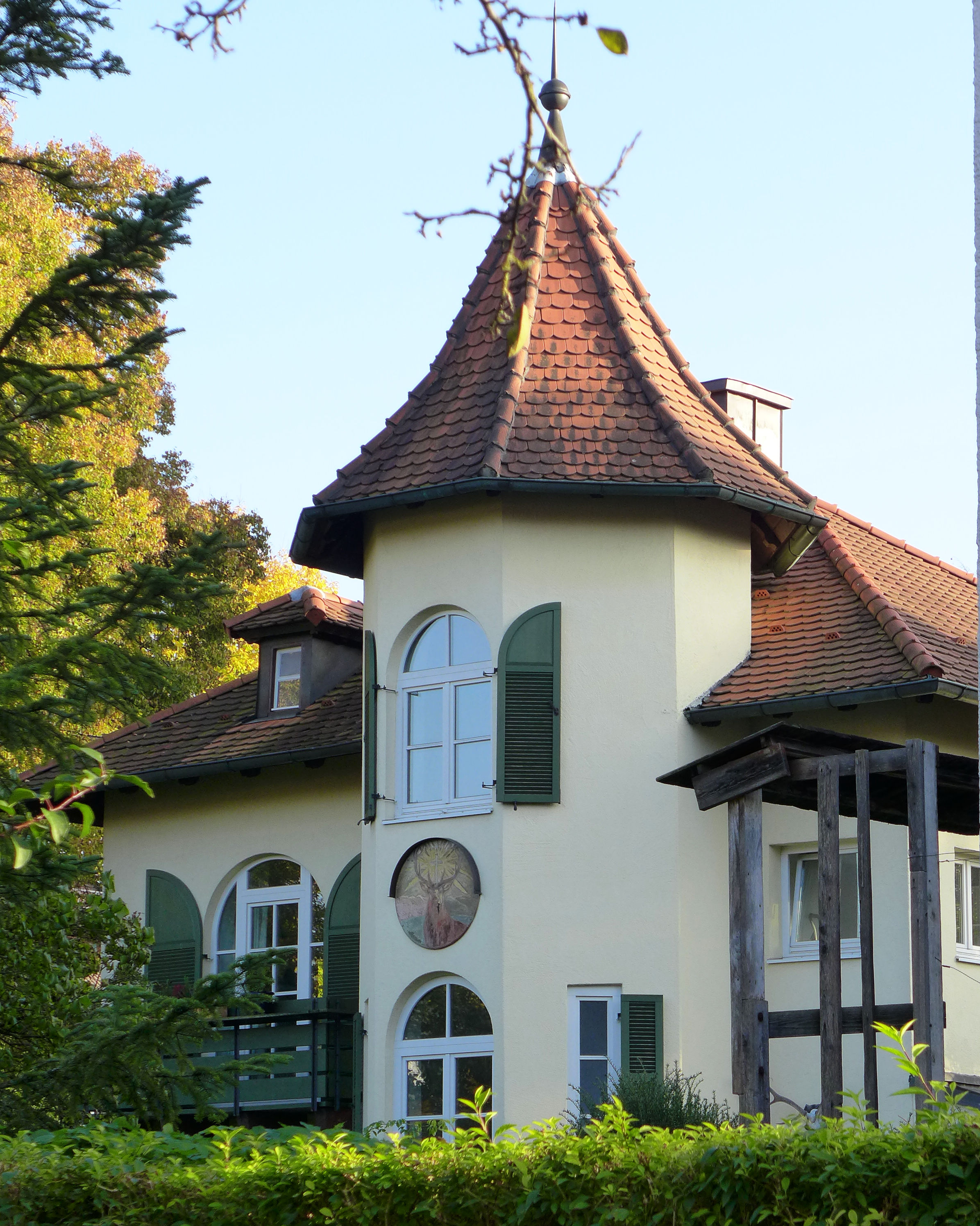
Villa Apfelallee 15 im Stadtteil Obermenzing von München

Das Gebäude Apfelallee 15 im Stadtteil Obermenzing der bayerischen Landeshauptstadt München wurde 1898 errichtet. Die Villa in der Apfelallee ist ein geschütztes Baudenkmal.
Der zweigeschossige Walmdachbau mit vorspringendem, achteckigem Treppenturm ist in der Villenkolonie Pasing II eine Ausnahmeerscheinung.